# Bro landskommun, Västmanland
Bro landskommun var en tidigare kommun i Västmanlands län.

## Administrativ historik
Kommunen inrättades i Bro socken i Åkerbo härad i Västmanland när 1862 års kommunalförordningar trädde i kraft den 1 januari 1863.
1939 uppgick kommunen i Bro-Malma landskommun 1950 namnändrad till Kolsva landskommun. Området tillhör sedan 1971 Köpings kommun.